# Rónald Matarrita
Rónald Alberto Matarrita Ulate (født 9. juli 1994 i Alajuela, Costa Rica), er en costaricansk fodboldspiller (venstre back/wing). Han spiller for New York City FC i Major League Soccer.

## Landshold
Matarrita debuterede for Costa Ricas landshold 5. september 2015 i en venskabskamp mod Brasilien. Året efter scorede han sit første mål for holdet i en VM-kvalifikationskamp mod Haiti. Han var en del af Costa Ricas trup til VM 2018 i Rusland.